# ボンジュール鈴木
ボンジュール鈴木（ボンジュールすずき）は、日本のソングライター、シンガー、作曲家、作詞家、編曲家、マルチ・アーティスト、サウンドプロデューサー。

## 人物
エレクトロやヒップホップの影響下で「宅録系アーティスト」として作詞作曲・歌唱・演奏を行い、YouTubeやニコニコ動画などインターネット上で活動している。2015年1月7日から放映開始のアニメ『ユリ熊嵐』のOPテーマ『あの森で待ってる』が初のシングルCDにして初のタイアップ作となる。なお、『ユリ熊嵐』ではキャラクターソングのプロデュースも手がけている。
歌唱法についてはウィスパー系と称されており、北欧系のエレクトロニカやヒップホップ、フレンチ・ポップスなど、ウィスパーな歌の多いヨーロッパ系の楽曲に影響されている。ピアノ、ギターなどを使うほか、箏とヴァイオリンを習っている。インディーズレーベル「kobuta japon」の名称は、「こぶたと暮らしたい」と語ってきた友人の可愛らしさをイメージしてのものである。フランスで暮らしていた時期があり、フランス語と英語に通じている。「ぶぅ太」という名の犬を飼っており、鳴き声を楽曲に使うこともある。
3歳よりクラシックピアノをはじめ、Jazz歌手だった母とフランスの親族の影響で幼少期からヨーロッパを中心とした様々な音楽に触れ、次第に作曲活動をスタート。
南フランスのカトリックの大学へ留学中に触れた、ヨーロッパのエレクトロニカ/ヒップホップ・シーン、クラシック、教会音楽からの影響が色濃く出たサウンドには、北欧エレクトロニカ勢と共鳴する「透明感」と、ドリームポップ、トリップ・ホップの流れを汲んだ「深遠な響き」が見事なまでに共存。
『日本語』『フランス語』『英語』をPOPなメロディーで織り交ぜ、フランスのボイストレーニングで身につけた、甘ったるい中毒性のある独特のロリータウィスパー・ヴォイスと絡み合う童話の中のようなファンタジックで不思議なサウンドは、現在の音楽シーンの中でも一際異彩を放っており、幻想的でファンタジックなトラックの上に、ピアノ、箏、Viola、アコーディオン、ハンドベルなどの楽器を生で重ね、サンプリングした犬の声や自然音なども混ぜ、面白い音作りを目指している。
プロフィールは極力出さないようにしている謎のアーティストで、素顔は白いベールで覆っている。顔を覆っていない写真ではピンぼけ等で顔全体を見せた事は無い上に、はっきりした写真でも顔の一部しか見せていない。ライブ等でファンの前では顔をベールで覆うようにしている。あまり顔出ししていないことから、中身はおじさまだという議論がたびたび浮上している。

## 経歴
2014年
4月30日 オリジナル曲『allo allo』をYouTubeへの投稿を開始。
5月1日 ニコニコ動画への投稿を開始。
5月18日 SoundCloudへの投稿を開始。
10月15日 『私こぶたちっく』をiTunesから配信販売。
11月19日 Jinmenusagiが発売したアルバム『LXVE 業放草』に参加。
2015年
1月14日 ミニアルバム『私こぶたちっく』のCD版をインディーズレーベル「kobuta japon」から発売。
2月25日 1stシングル『あの森で待ってる』（TVアニメ『ユリ熊嵐』OPテーマ）をメディアファクトリーより発売、デビュー。
4月15日 1stフルアルバム『さよなら。また来世で』をkobuta japonより発売。
6月7日 初のワンマンライブ『ボンジュール鈴木 1stアルバム・リリース・パーティー』を渋谷・clubasiaで行う。
8月5日 代々木第一体育館『坂崎幸之助のももいろフォーク村デラックス 第50夜』出演。
11月6日 2ndミニアルバム『Lollipopシンドローム』をkobuta japonより発売。
12月17日 FM KENTO(けんと放送)76.5MHzで、毎週木曜23:30から、ラジオ「ロリポップタイム」がスタート。
2016年
1月16日 2ndミニアルバム『Lollipopシンドローム』リリースパーティーを大阪・北堀江vijonにて公演。
1月23日 2ndミニアルバム『Lollipopシンドローム』リリースパーティーを渋谷・duo MUSIC EXCHANGEにて公演。
2月24日 シングル『星空ランデブー』（TVアニメ「石膏ボーイズ」テーマ曲）を作詞。メディアファクトリーより発売。（セルフカヴァー収録あり。）
4月27日 シングル『だって、ギュってして。』歌：花谷麻妃（Fullfull☆Pocket）（TVアニメ「くまみこ」OPテーマ曲）を作詞・作曲・編曲。メディアファクトリーより発売。
6月22日 シングル『Pipo Password』TeddyLoid feat. ボンジュール鈴木（TVアニメ『宇宙パトロールルル子』EDテーマ）を作詞。フライングドッグより発売。
7月24日 シングル『ストロー』歌：963（くるみ）を作詞。タワーレコード新宿店およびライブ会場で発売。
8月11日 VRDG+H #3に出演。　大橋史 with kazami suzuki x Tomggg ft. ボンジュール鈴木 神奈川・DMM VR THEATER
9月18日 BRDGが主催するイベント「キマイラ BRDG#7」に出演。　Tomggg feat.ボンジュール鈴木 渋谷WWW X
10月8日 渋谷WWW／WWW X,マルチネレコーズ主催のイベント「大都会」と「砂丘」に出演。Tomggg feat.ボンジュール鈴木
10月30日 でんぱ組.incでんでんハロウィンナイトin 横浜市開港記念会館 相沢梨紗 presents NO WHERE NO HERE』に出演。
11月29日 ロリータファッションブランドAngelic Pretty　星煌めくBrilliant Night Party★～夢見るプリンセスたちの物語～ファッションショーのオープニング、グランドフィナーレ歌唱出演。東京マリオットホテル　B1F ザ・ゴテンヤマ ボールルーム
2017年
7月26日 「GIRLS DON'T CRY vol.4〜Trip Trip Trip〜」3マンライブに出演。渋谷WWW
8月9日 初のベストアルバム『The Best of Bonjour Suzuki』と、『私こぶたちっく』『さよなら。また来世で』『Lollipopシンドローム』のリマスター盤3枚を2.5D PRODUCTIONより同時リリース。
9月8日「Bon Bon CAFE」1日店長イベント開催。　下北沢モナレコード2F おんがく食堂
10月25日 シングル『サタデー・ナイト・クエスチョン』のカップリング曲「はぐれた小鳥と夜明けの空」歌：中島 愛 を作詞、作曲。フライングドッグより発売。
2018年
1月27日「魔法陣グルグル」スペシャルイベントに出演。ディファ有明
2月1日　シングル『今、キミとなないろ』歌：963（くるみ）を作詞、作曲。ライブ会場で発売。
4月6日「聖なるもの展」トークイベントに出演。下北沢モナレコード2F おんがく食堂
5月23日「聖なるもの上映記念ライブ」２マンライブに出演。青山 月見ル君想フ
9月15日　仙台短編映画祭　ムーラボ旋風ライブ編　記念ライブに出演。せんだいメディアトーク
11月28日 シングル『君にふれて』歌：安月名莉子（TVアニメ「やがて君になる」OPテーマ曲）を作詞、作曲。メディアファクトリーより発売。
2019年
2月27日 シングル『Whiteout』歌：安月名莉子（TVアニメ「ブギーポップは笑わない」EDテーマ曲）を作詞、作曲。メディアファクトリーより発売。
12月10日 3rd EP『Sweetie Sweetie - EP』発売　※12月7日にiTunesから先行配信
2023年
モデルのRinRin Dollと新ユニット・ボンジュール鈴木＆RinRin Dollを結成。ユニット初の楽曲「Carnival Dolls」を6月30日に配信リリースする

## ディスコグラフィ

### シングル
| 枚  | 発売日         | タイトル | 規格品番                                                 |
| --- | -------------- | --- | -------------------------------------------------------- |
| 1st | 2015年2月25日  | 『あの森で待ってる』 / アニメ「ユリ熊嵐OP曲」                                                                        | ZMCZ-9902                                                |
|     | 2016年6月22日  | 『Pipo Password』 / アニメ「宇宙パトロールルル子ＥD曲」TeddyLoid feat. ボンジュール鈴木 （作詞・歌唱）               | VTCL-35230                                               |
|     | 2017年8月9日   | 『Round&Round&Round』 / アニメ「魔法陣グルグルED主題歌」TECHNOBOYS PULCRAFT GREEN-FUND feat.ボンジュール鈴木（歌唱） | LACM-14646 Lantis                                        |
|     | 2020年12月13日 | 『Silent Night』 | 配信                                                     |
|     | 2021年3月3日   | 『Ici』 / 歌唱、作詩、作曲、編曲                                                                                     | 配信 FABTONE Inc.                                        |
|     | 2023年6月30日  | 『Carnival Dolls』 / ボンジュール鈴木&RinRin Doll                                                                    | 配信 Cubic Records                                       |
|     | 2024年12月11日 | 『光射す場所で』 / アニメ「もめんたりー・リリィ」 Ryosuke Kojima 劇伴曲remix企画 歌詞、歌唱                          | 配信 FABTONE Inc. CD FBAC-231                            |
|     | 2025年4月23日  | 『Baby Baby Baby』 / アニメ『履いてください、鷹峰さん』 主題歌 奥井雅美 with ボンジュール鈴木として 作曲・歌唱       | 8cmCD（初回限定盤）LACM-34686 12cmCD（通常盤）LACM-24686 |

### アルバム
| 枚         | 発売日         | タイトル                                                                      | 規格品番  |
| ---------- | -------------- | ----------------------------------------------------------------------------- | --------- |
| 1st EP     | 2015年1月14日  | 私こぶたちっく                                                                | BUTA-001  |
| 1st FULL   | 2015年4月15日  | さよなら。また来世で                                                          | BUTA-002  |
| 2nd EP     | 2015年11月6日  | Lollipopシンドローム                                                          | BUTA-003  |
| BEST ALBUM | 2017年8月9日   | The Best of Bonjour Suzuki                                                    | TDPCD-008 |
| 1st EP     | 2017年8月9日   | 私こぶたちっく（リマスター盤）                                                | TDPCD-009 |
| 1st FULL   | 2017年8月9日   | さよなら。また来世で（リマスター盤）                                          | TDPCD-010 |
| 2nd EP     | 2017年8月9日   | Lollipopシンドローム（リマスター盤）                                          | TDPCD-011 |
| 3rd EP     | 2019年12月10日 | Sweetie Sweetie                                                               | 配信      |
|            | 2022年6月22日  | 君の青春は輝いているか / 帝子ボンボン(帝子×ボンソワール幾原×ボンジュール鈴木) | FJ231     |

### タイアップ作品、ゲーム作品、CM参加
| タイアップ                                                          | 楽曲                                      | 担当                                   | 歌                                                                                           |
| ------------------------------------------------------------------- | ----------------------------------------- | -------------------------------------- | -------------------------------------------------------------------------------------------- |
| TVアニメ『ユリ熊嵐』オープニングテーマ                              | あの森で待ってる                          | 作詞・作曲・編曲                       | ボンジュール鈴木                                                                             |
| TVアニメ『石膏ボーイズ』テーマ曲                                    | 星空ランデブー                            | 作詞 ※CD4曲目にセルフカバーを収録      | 石膏ボーイズ ※ボンジュール鈴木                                                               |
| TVアニメ『くまみこ』オープニングテーマ                              | だって、ギュってして。                    | 作詞・作曲・編曲・サウンドプロデュース | 花谷麻妃（元Fullfull Pocket）                                                                |
| TVアニメ『宇宙パトロールルル子』エンディングテーマ                  | Pipo Password                             | 作詞・TeddyLoid プロデュース           | ボンジュール鈴木                                                                             |
| TVアニメ『3月のライオン』挿入歌                                     | En Fermant Les Yeux                       | フランス語作詞                         | SOLITA                                                                                       |
| ノーゲーム・ノーライフ                                              | -                                         | CMナレーション                         | -                                                                                            |
| サタデー・ナイト・クエスチョン                                      | はぐれた小鳥と夜明けの空                  | 作詞・作曲 / 編曲 Tomggg               | 中島愛                                                                                       |
| TVアニメ『魔法陣グルグル』エンディングテーマ                        | Round&Round&Round                         | -                                      | TECHNOBOYS PULCRAFT GREEN-FUND feat.ボンジュール鈴木                                         |
| 映画「聖なるもの」主題歌                                            | 金魚                                      | 作詞・作曲・編曲                       | ボンジュール鈴木                                                                             |
| 映画「聖なるもの」挿入曲                                            | 君と恋したいのです                        | 作詞・作曲・編曲                       | ボンジュール鈴木                                                                             |
| 映画「聖なるもの」挿入曲                                            | 甘い声でちくってして                      | 作詞・作曲・編曲                       | ボンジュール鈴木                                                                             |
| 映画「聖なるもの」挿入曲                                            | Je ne sais pas pourquoi                   | 作詞・作曲・編曲                       | ボンジュール鈴木                                                                             |
| 映画「聖なるもの」挿入曲                                            | 5番目のpoupeeコレット                     | 作詞・作曲・編曲                       | ボンジュール鈴木                                                                             |
| 劇場版アニメ「君の膵臓をたべたい」挿入曲                            | Partir                                    | フランス語作詞                         | ボンジュール鈴木                                                                             |
| 映画 私の奴隷になりなさい第2章 「ご主人様と呼ばせてください」主題歌 | 渚のシンドバッド ※ピンク・レディー カバー | -                                      | ボンジュール鈴木                                                                             |
| 映画 私の奴隷になりなさい第3章 「お前次第」主題歌                   | プピプピドゥ                              | 作詞・作曲・編曲                       | ボンジュール鈴木                                                                             |
| TVアニメ『やがて君になる』オープニングテーマ                        | 君にふれて                                | 作詞・作曲                             | 安月名莉子                                                                                   |
| TVアニメ『ブギーポップは笑わない』エンディングテーマ                | Whiteout                                  | 作詞・作曲                             | 安月名莉子                                                                                   |
| misdo meets 堂島ロール from Moncher堂島ローナツコレクション         | TVCMソング                                | -                                      | ボンジュール鈴木                                                                             |
| 「爽健美茶 25 YEARS HIT SONG ボトル」キャンペーン                   | 100万回の「I love you」 ※Rake カバー      | -                                      | ボンジュール鈴木                                                                             |
| misdo meets PIERRE HERMÉ パティスリードーナツコレクション           | -                                         | CMナレーション                         | -                                                                                            |
| TAITO・アーケードリズムアクションゲーム【テトテ×コネクト】          | knock knock                               | 作詞・歌唱                             | TECHNOuchi feat. ボンジュール鈴木                                                            |
| ブシロード・TAMA-KYU「石」カプセルトイCM                            | Ici                                       | 歌唱・作詞・作曲・編曲                 | ボンジュール鈴木                                                                             |
| ゲーム コナミ・GITADORA                                             | Comme le miel                             | 作詞・歌唱                             | BEMANI Sound Team "TOMOSUKE" feat. ボンジュール鈴木                                          |
| ゲーム バンダイナムコ・太鼓の達人                                   | ミンナノカキゴオリ                        | 作曲・歌唱                             | ボンジュール鈴木 feat. 塚越雄一朗 (NanosizeMir) & 祇羽 (from:「太鼓の達人」ナムコオリジナル) |
| ゲーム StudioGIW(スタジオギオウ)・AVARIS3 SoundTrack テーマソング   | 制約（ギアス-Geas-）                      | 歌唱                                   | ボンジュール鈴木                                                                             |
| ゲーム バンダイナムコ・太鼓の達人                                   | バブル・リップ・レイヴ・マシン            | 歌唱                                   | Sho Okada(BNSI) feat. ボンジュール鈴木                                                       |
| CM アサヒ飲料・三ツ矢サイダー                                       | ジングルベル                              | 歌唱                                   | ボンジュール鈴木＆RinRin Doll                                                                |
| アニメ「もめんたりー・リリィ」                                      | 光射す場所で                              | 歌詞・歌唱                             | ボンジュール鈴木                                                                             |
| アニメ『履いてください、鷹峰さん』 主題歌                           | Baby Baby Baby                            | 作曲・歌唱                             | 奥井雅美 with ボンジュール鈴木                                                               |

## 楽曲提供・コラボレーション
| 作品 | 発売日     | 販売形態     | 規格品番           | 参加形態                   | 参加曲                                                                                |
| --- | ---------- | ------------ | ------------------ | -------------------------- | ------------------------------------------------------------------------------------- |
| Jinmenusagi「LXVE 業放草」                                                                                          | 2014/11/19 | CD           | LHWCD-0025         | 作詞・作曲・歌             | 13. La Fleur feat. Bonjour Suzuki Produced by Bonjour Suzuki                          |
| MAGIC YUME Vol.1 by MAGIC YUME Records                                                                              | 2015/02/21 | Digital DL   |                    | 作詞・歌                   | 05. tokomanonka – フィサリアの天文学 (feat. Bonjour Suzuki)                           |
| DJ6月「バッテンシャーク」                                                                                           | 2015/06/17 | CD           | LHWCD-0031         | 歌                         | 04. Michel feat. ボンジュール鈴木                                                     |
| ESNO「Release」 | 2015/07/22 | CD           | FIRD-0001          | 作詞・歌                   | 03. 21時のクラゲと月 feat. ボンジュール鈴木                                           |
| #vs_WORLD「w/z. (Produced by Yuto.com™)」                                                                           | 2015/08/12 | CD           | FREO-001           | 作詞・歌                   | 09. ミルフィーユ w/z. ボンジュール鈴木, KAKU(Air Head) & 彩-xi-(Air Head)             |
| トベタ・バジュン「テディベアとパスワード」                                                                          | 2015/08/26 | CD           | ELSP-0018          | 作詞・歌                   | 04. 月の輪郭と午後の雨 (feat. ボンジュール鈴木 )                                      |
| TVアニメ『石膏ボーイズ』 テーマ曲「星空ランデブー」                                                                 | 2016/02/24 | CD           | ZMCZ-10475         | 作詞・カヴァー             | 04.星空ランデブー（covered by ボンジュール鈴木）                                      |
| Tomggg「Art Nature」                                                                                                | 2016/5/18  | CD           | TDPCD001           | 作詞・歌                   | 01. Tick Tock Skip Drop feat. ボンジュール鈴木                                        |
| TVアニメ『宇宙パトロールルル子』 エンディングテーマ曲「Pipo Password」                                              | 2016/6/22  | CD           | VTCL-35230         | 作詞・歌                   | Pipo Password （TeddyLoid feat. ボンジュール鈴木）                                    |
| TRIPS&BIBLIOMANIA meets Twoth                                                                                       | 2016/12/7  | CD           | TDPCD006           | 作詞、歌                   | 01. ごめんあそばせ feat. ボンジュール鈴木 05. 悪い子はだぁれ？ feat. ボンジュール鈴木 |
| Aiobahn「Märchen EP」                                                                                               | 2017/4/3   | Digital DL   | MARU-164           | 歌                         | 04. マジカルスイートケーキ (w/ Yunomi + ボンジュール鈴木)                             |
| TVアニメ『魔法陣グルグル』 エンディングテーマ曲「Round&Round&Round」                                                | 2017/8/9   | CD           | LACM-14646         | 歌                         | Round&Round&Round（TECHNOBOYS PULCRAFT GREEN-FUND feat.ボンジュール鈴木）             |
| 963「ストロー」 | 2016/7/24  | CD           | LHFC-002           | 作詞・作曲                 |                                                                                       |
| 963「今、キミとなないろ」                                                                                           | 2018/8/11  | CD           | LHFC-004           | 作詞・作曲                 |                                                                                       |
| STAR GUiTAR「Here and There」                                                                                       | 2016/11/16 | CD           | CSMC-028           | 歌                         | 03.Star Guitar                                                                        |
| 中島愛 シングル「サタデー・ナイト・クエスチョン」 カップリング「はぐれた小鳥と夜明けの空」                          | 2017/10/25 | CD           | VTCL-35261         | 作詞・作曲（Tomgggと共作） | -                                                                                     |
| TVアニメ『ロクでなし魔術講師と禁忌教典』 キャラソン リィエル＝レイフォード（小澤亜李）「未来スケッチ」              | 2017/8/23  | CD           |                    | 作詞・作曲・編曲           | -                                                                                     |
| TVアニメ『やがて君になる』オープニングテーマ 安月名莉子「君にふれて」                                               | 2018/11/28 | CD           | ZMCZ-12648         | 作詞・作曲                 | -                                                                                     |
| TVアニメ『ブギーポップは笑わない』エンディングテーマ 安月名莉子「Whiteout」                                         | 2019/2/27  | CD           | ZMCZ-12952         | 作詞・作曲                 | -                                                                                     |
| TVアニメ『プレイタの傷』キャラクターソング 嵐柴エイジ（髙坂篤志） & 茶木縞カガミ（榎木淳弥）「運命を討つ約束を」    | 2020/9/30  | CD           | FBAC-117           | Remix                      | -                                                                                     |
| harmoe「きまぐれチクタック」                                                                                        | 2021/3/10  | CD、デジタル | PCCG-1975          | 作詞                       | -                                                                                     |
| harmoe「キュリオシティ・パレット」                                                                                  | 2021/3/10  | CD、デジタル | PCCG-1975          | 作詞                       | -                                                                                     |
| 劇団ノーミーツ・サンリオピューロランド「VIVA LA VALENTINE」クロミ曲                                                 | 2021/2     | 劇場公演     |                    | 作詞                       | -                                                                                     |
| トベタ・バジュン「すばらしい新世界 feat. ボンジュール鈴木」                                                         | 2021/10/26 | CD           | SCDD-1636          | 作詞・歌唱                 | -                                                                                     |
| 森カリオペ「Dawn Blue」                                                                                             | 2021/12/29 | デジタル     | CVRD-108           | 作詞（森カリオペと共作）   | -                                                                                     |
| harmoe「雪のかけら」                                                                                                | 2022/6/22  | CD           | PCCG-2137、他      | 作詞                       |                                                                                       |
| アニメ 『響け！ユーフォニアム3』 鈴木美玲(CV.七瀬彩夏), 鈴木さつき(CV.久野美咲)キャラソン「以心伝心しちゃうのです」 | 2024/10/16 | CD           | LACM-24632         | 作詞                       |                                                                                       |
| アニメ 『いずれ最強の錬金術師？』EDテーマ harmoe「トゥインクル・デイズ」                                            | 2025/1/8   | CD           | PCCG-000002407、他 | 作詞                       |                                                                                       |